# Савицький Євген Якович
Євге́н Я́кович Сави́цький (рос. Евгений Яковлевич Савицкий; 11 (24) грудня 1910 — 6 квітня 1990) — радянський воєначальник, льотчик-ас та командувач 3-го винищувального авіаційного корпусу 8-ї повітряної армії під час німецько-радянської війни. Двічі Герой Радянського Союзу, маршал авіації (1961). Батько Світлани Савицької. Кандидат у члени ЦК КПРС у 1961—1966 роках. Депутат Верховної Ради СРСР 6-го скликання в 1962—1966 роках.

## Життєпис
Народився 11 (24 грудня) 1910 року в місті Новоросійську Чорноморської губернії (нині місто Краснодарського краю) в родині суднобудівника. Трудову діяльність розпочав підручним у порту, потім на судноверфі слюсарем. Закінчив школу ФЗУ при цементному заводі «Пролетарій», працював механіком з ремонту автомобілів, шофером. Був секретарем комітету ВЛКСМ на заводі «Пролетарій».
У Червоній Армії з листопада 1929 року. Член ВКП(б) з 1931 року. У 1932 році закінчив 7-ю Сталінградську військову школу льотчиків Приволзького військового округу. Після закінчення школи залишився в ній інструктором-льотчиком і тимчасово виконуючим посаду командира ланки. З лютого 1934-го по лютий 1936 року — командир ланки, командир авіаційного загону 18-ї легкої штурмової авіаескадрильї Українського військового округу (Київ); з лютого 1936-го по липень 1937 року — командир авіаційного загону 32-ї штурмової авіаескадрильї ВПС 1-ї Окремої Червонопрапорної армії; з липня 1937-го по вересень 1938 року — виконувач обов'язків командира 61-го розвідувального авіаційного загону; з вересня 1938-го по вересень 1940 року — помічник командира і командир 29-го авіаційного полку 26-ї авіаційної бригади ВПС Далекосхідного фронту; з вересня 1940-го по квітень 1941 року — командир 3-го винищувального полку; з квітня 1941-го до березня 1942 року — командир 29-ї винищувальної авіадивізії в складі ВПС Далекосхідного фронту.
На фронтах німецько-радянської війни підполковник Савицький з січня 1942 року. Обіймав посади командувача ВПС 25-ї армії (березень—квітень 1942 року), командира 205-ї Кіровоградської винищувальної авіаційної дивізії (з 5 травня по листопад 1942 року). З липня 1942 року — полковник. Командував авіагрупою 17-ї повітряної армії (листопад—грудень 1942 року). З грудня 1942 року і до кінця війни — командир 3-го винищувального авіаційного корпусу 8-ї повітряної армії.
Воював на Західному, Воронезькому, Південно-Західному, Сталінградському, Північно-Кавказькому, Південному, 4-му Українському, 1-му і 3-му Білоруських фронтах. Брав участь у боях за визволення Кубані, Польщі, відвоювання Донбасу, України, Криму, Білорусі, Прибалтики, в Сталінградській, Курській битвах, Донбаській, Мелітопольській, Кримській, Вільнюській, Варшавсько-Познанській, Східно-Померанській, Берлінській наступальних операціях.
З 17 березня 1943 року — генерал-майор. До березня 1944 року зробив 107 бойових вильотів, збив 15 літаків противника.
Указом Президії Верховної Ради СРСР від 11 травня 1944 року генерал-майору авіації Савицькому Євгену Яковичу присвоєно звання Героя Радянського Союзу з врученням ордена Леніна і медалі «Золота Зірка» (№ 1 324) і присвоєне звання генерал-лейтенанта.
До кінця війни Євген Савицький здійснив 216 бойових вильотів, збив особисто 22 і в групі 2 літаки противника. Указом Президії Верховної Ради СРСР від 2 червня 1945 року нагороджений другою медаллю «Золота Зірка».
Після війни: до жовтня 1947 року продовжував командувати 3-м винищувальним авіаційним корпусом; з жовтня 1947-го по серпень 1948 року — начальник Управління бойової підготовки винищувальної авіації Головного управління ВПС СРСР; з серпня 1948-го по лютий 1952 року — командувач винищувальної авіації Військ ППО, одночасно виконувач обов'язків командувача 19-ї повітряної винищувальної армії ППО (у лютому 1949 року армія перейменована в 78-му повітряну винищувальну), потім командувач 64-ю повітряною винищувальною армією ППО. З травня 1953-го по січень 1954 року і з листопада 1955-го по липень 1960 року — знову командувач винищувальної авіації Військ ППО країни. З січня 1954 року по листопад 1955 року — слухач авіаційного факультету Військової академії Генерального штабу. З 8 серпня 1955 року — генерал-полковник авіації. З липня 1960 року по липень 1966 року — командувач авіацією Військ ППО країни. З 6 травня 1961 року — маршал авіації.
З липня 1966 року по квітень 1980 року — заступник головнокомандувача Військами ППО країни. Під його керівництвом було здійснено комплекс заходів щодо підвищення боєздатності і боєготовності цього виду Збройних Сил СРСР. З квітня 1980 року — військовий інспектор — радник Групи генеральних інспекторів Міністерства Оборони СРСР.
Жив у Москві. Помер 6 квітня 1990 року. Похований на Новодівичому кладовищі в Москві.

## Нагороди, відзнаки
Нагороджений трьома орденами Леніна, орденом Жовтневої Революції (23 грудня 1980), п'ятьма орденами Червоного Прапора (у тому числі 16 березня 1942, 23 листопада 1942), орденами Суворова 2-го ступеня (19 березня 1944), Кутузова 2-го ступеня, Вітчизняної війни 1-го ступеня (11 березня 1985), двома орденами Червоної Зірки, орденами «За службу Батьківщині у Збройних Силах СРСР» 2-й і 3-го ступеня, медалями, іноземними орденами.
Заслужений військовий льотчик СРСР (з 19 серпня 1965 року). Лауреат Ленінської премії (1978). Почесний громадянин Новоросійська (з 1970 року) і Севастополя (з 6 травня 1974 року).

## Твори
- В небе над Малой землей. Краснодар, 1980;
- Небо — для смелых. М., 1985;
- Полвека с небом. — М.: Воениздат, 1988;
- «Я — Дракон». Атакую!. М., 1988.

Також автор статей з питань військової науки:
- «Командир і повітряний бій»;
- «Винищувальна авіація ППО»;
- «За нові успіхи в бойовому навчанні. Про завдання бойової підготовки льотчиків винищувальної авіації» та інших.

## Пам'ять
Бронзовий бюст Героя встановлений у місті Новоросійську на вулиці Рад. Його ім'ям названо Пушкінський військовий інститут радіоелектроніки Космічних військ. У Москві на будинку, по Смоленській набережній, 5/13, в якому з 1955 по 1990 рік він жив, в 1994 році встановлена меморіальна дошка. На його честь також названо астероїд 4303 Савицький.